# Enrico Larini
Enrico Larini (Novara, 3 dicembre 1934) è un ex calciatore italiano, di ruolo centrocampista.

## Carriera
Giocò due stagioni in Serie A con Verona e Vicenza collezionando complessivamente 45 presenze e 6 reti. Ha inoltre totalizzato 74 presenze e 11 reti in Serie B nelle file di Verona e Triestina.

## Palmarès

### Club

#### Competizioni nazionali
- Serie B: 1

Verona: 1956-1957

### Competizioni giovanili
- Torneo di Viareggio: 1

Milan: 1953